# Ардаїт
Ардаїт — дуже рідкісний мінерал-сульфосіль з хімічною формулою Pb19Sb13S35Cl7 з моноклінною сингонією, названий на честь річки Арда, яка протікає через його типову місцевість. Був відкритий у 1978 році та схвалений Міжнародною мінералогічною асоціацією в 1980 році. На той час це була друга добре визначена природна хлорсульфосіль після дадсоніту.

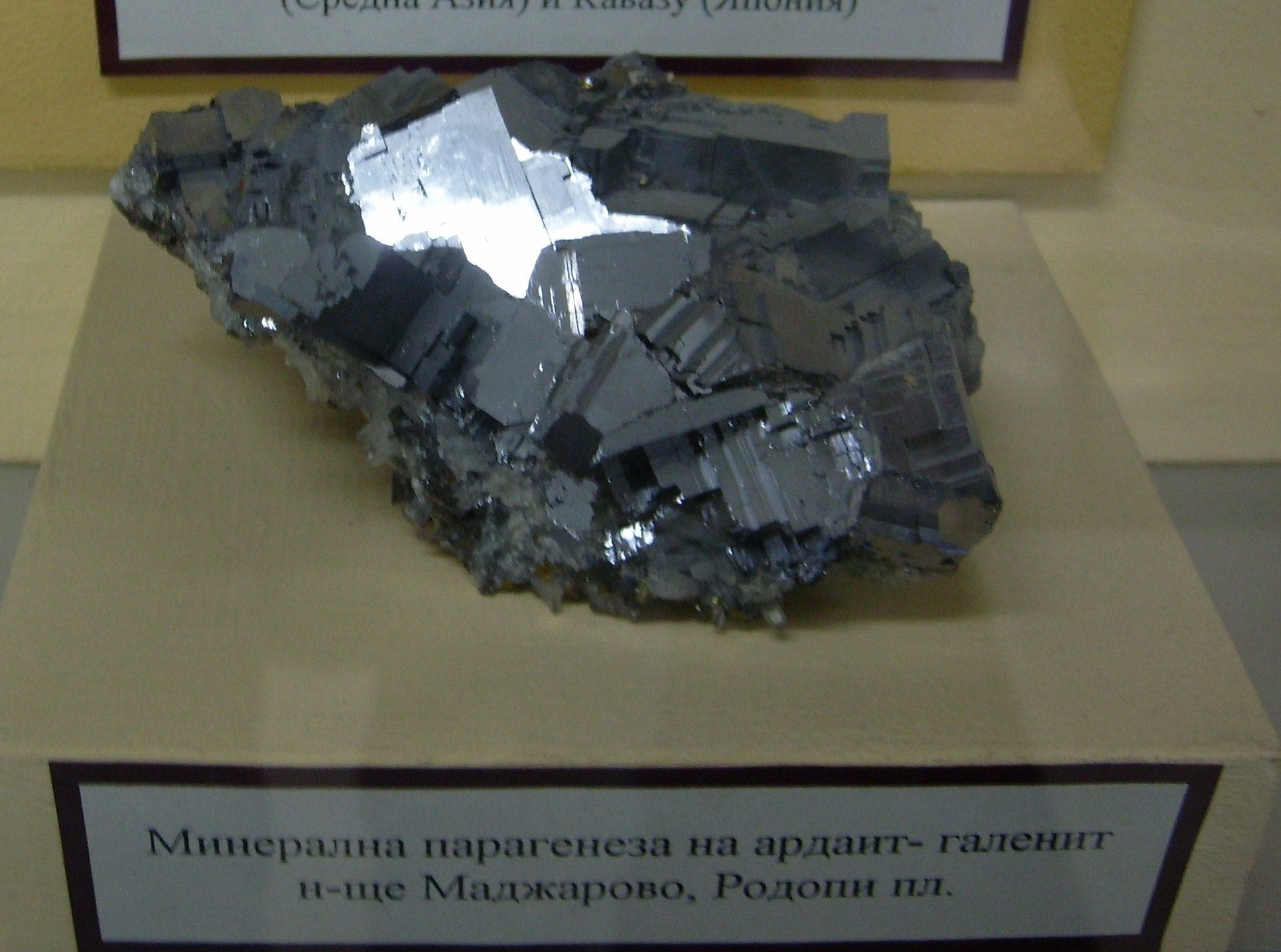
Парагенезис ардаїту та галеніту, Маджаровське рудне родовище, Національний музей природної історії, Болгарія

Зеленувато-сірого або блакитно-зеленого кольору, блиск металевий. Ардаїт зустрічається як дрібнозернисті агрегати голчастих кристалів розміром близько 50 мкм, пов'язані з галенітом, піростилпнітом, англезитом, надоритом і хлорвмісними робінсонітом і семсеїтом, у родовищі поліметалічних руд Маджарово в Болгарії. Ардаїт має твердість від 2,5 до 3 за шкалою Мооса і щільність приблизно 6,44.
Типова місцевість — родовище поліметалічних руд Маджарово в горах Родопи. Пізніше його існування було доведено в родовищі Грувосен, поблизу Філіпстада, Бергслаген, Швеція.